# Письма о взаимном признании между Израилем и Организацией освобождения Палестины
Письма о взаимном признании между Израилем и Организацией освобождения Палестины (или Израильско-Палестинское признание или Письма о взаимном признании) — это серия официальных писем о признании между правительством Израиля и его премьер-министром Ицхаком Рабиным и председателем Организации освобождения Палестины Ясиром Арафатом от 9 сентября 1993 года. Письма подготовили почву и были на самом деле «преамбулой», Соглашений в Осло («Декларация принципов о временных мерах по самоуправлению») от 13 сентября 1993 года.

## 3 письма
Фактически было 3 письма с основными пунктами, представленные ниже:

### Письмо Ясира Арафата премьер-министру Рабину
9 сентября 1993

Ицхаку Рабину

Премьер-министру Израиля

Господин Премьер-министр,

Подписание Декларации принципов знаменует собой новую эру ... Я хотел бы подтвердить следующие обязательства ООП: ООП признает право Государства Израиль на существование в мире и безопасности. ООП признает Резолюцию Совета Безопасности ООН 242 и Резолюцию 338. ООП обязуется ... к мирному разрешению конфликта между двумя сторонами и заявляет, что все нерешенные вопросы, касающиеся постоянного статуса, будут разрешены путем переговоров ... ООП откажется от использования терроризма и других актов насилия и возьмет на себя ответственность за все структуры и членов ООП в целях соблюдения и обеспечения предотвращения нарушений соглашений и дисциплины... ООП заявляет, что те статьи Палестинской хартии, которые отрицают право Израиля на существование, и положения хартии, которая не согласуется с обязательствами настоящего письма, в настоящее время не действует и более не действует. Следовательно, ООП обязуется представить Палестинскому национальному совету для официального утверждения необходимые изменения в отношении Палестинской хартии.

С уважением,

Ясир Арафат.

Председатель Организации освобождения Палестины.
September 9, 1993

Yitzhak Rabin

Prime Minister of Israel

Mr. Prime Minister,

The signing of the Declaration of Principles marks a new era…I would like to confirm the following PLO commitments: The PLO recognizes the right of the State of Israel to exist in peace and security. The PLO accepts United Nations Security Council Resolutions 242 and 338. The PLO commits itself…to a peaceful resolution of the conflict between the two sides and declares that all outstanding issues relating to permanent status will be resolved through negotiations…the PLO renounces the use of terrorism and other acts of violence and will assume responsibility over all PLO elements and personnel in order to assure their compliance, prevent violations and discipline violators…the PLO affirms that those articles of the Palestinian Covenant which deny Israel’s right to exist, and the provisions of the Covenant which are inconsistent with the commitments of this letter are now inoperative and no longer valid. Consequently, the PLO undertakes to submit to the Palestinian National Council for formal approval the necessary changes in regard to the Palestinian Covenant.

Sincerely,

Yasser Arafat.

Chairman: The Palestine Liberation Organization.

### Письмо Ясира Арафата Министру иностранных дел Норвегии
9 сентября 1993

Его Превосходительству: Юхану Йорген Хольсту

Министру иностранных дел Норвегии.

Уважаемый министр Холст,

Я хотел бы высказать вам подтверждение того, что после подписания Декларации принципов ООП поощряет и призывает палестинский народ на Западном берегу и в секторе Газа принять участие в мероприятиях, ведущих к нормализации жизни, отказа от насилия и терроризма, содействия миру и стабильности и активного участия в формировании реконструкции, экономического развития и сотрудничества.

С уважением,

Ясир Арафат.

председатель Организации освобождения Палестины
September 9, 1993

His Excellency: Johan Jorgen Holst

Foreign Minister of Norway.

Dear Minister Holst,

I would like to confirm to you that, upon the signing of the Declaration of Principles, the PLO encourages and calls upon the Palestinian people in the West Bank and Gaza Strip to take part in the steps leading to the normalization of life, rejecting violence and terrorism, contributing to peace and stability and participating actively in shaping reconstruction, economic development and cooperation.

Sincerely,

Yasser Arafat.

Chairman: The Palestine Liberation Organization.

### Письмо Ицхака Рабина Ясиру Арафату
9 сентября 1993

Ясиру Арафату

Председателю Организации освобождения Палестины.

Господин председатель,

В ответ на ваше письмо от 9 сентября 1993 года я хочу подтвердить вам, что в свете соглашений ООП, включенных в ваше письмо, правительство Израиля решило признать ООП в качестве представителя палестинского народа и начать переговоры с ООП в рамках ближневосточного мирного процесса.

Ицхак Рабин.

Премьер-министр Израиля.
September 9, 1993

Yasser Arafat

Chairman: The Palestine Liberation Organization.

Mr. Chairman,

In response to your letter of September 9, 1993, I wish to confirm to you that, in light of the PLO commitments included in your letter, the Government of Israel has decided to recognize the PLO as the representative of the Palestinian people and commence negotiations with the PLO within the Middle East peace process.

Yitzhak Rabin.

Prime Minister of Israel.

## Дополнительные соглашения
Дополнительные израильско-палестинские документы, относящиеся к соглашениям в Осло:
- Протокол об экономических отношениях[англ.] подписан Париже (29 апреля 1994)
- Каирское соглашение по сектору Газа и району Иерихона (4 мая 1994)
- Вашингтонская декларация (25 июля 1994)
- Соглашение о подготовительной передаче полномочий и ответственности между Израилем и ООП (29 августа 1994 года). Он также известен как Соглашение о раннем расширении прав. Заменен Осло II[2][3][4][5][6]
- Протокол о дальнейшей передаче полномочий и ответственности (27 августа 1995 года)[7]. Это соглашение было подписано 27 августа 1995 года в Каире. Он также известен как Дополнительный протокол передачи. Заменен Осло II[7]
- Соглашения в Осло (Осло 2) (28 сентября 1995)
- Хевронские соглашения (15-17 января 1997)
- Меморандум Уай-Ривер (23 октября 1998)
- Меморандум в Шарм-эш-Шейхе[англ.] (4 сентября 1999)
- Саммит в Табе[англ.] (27 января 2001)